# Sterculiaceae
Famille
Classification APG III (2009)
Les Sterculiacées sont une famille de plantes dicotylédones comprenant 700 espèces réparties en 68 genres.
Ce sont des arbres, des arbustes, des lianes ou des plantes herbacées des régions subtropicales à tropicales.
On peut citer les genres :
- Theobroma avec en particulier le cacaoyer (Theobroma cacao) dont les graines servent à produire le chocolat.
- Cola avec l'espèce Cola acuminata qui donne la noix de cola consommée pour ses vertus stimulantes et aphrodisiaques. Des extraits de noix de cola ont été utilisés à l'origine dans diverses boissons commerciales dénommées « cola ».

## Étymologie
Le nom vient du genre Sterculia qui doit son nom à Sterculius (de stercus, « excrément ; fiente ; fumier »), dieu romain de la croissance des végétaux (et des engrais) certainement en raison de l'odeur de fumier de l'espèce Sterculia foetida.

## Classification
La classification phylogénétique regroupe les Bombacacées, les Tiliacées et les Sterculiacées au sein de la famille des Malvacées.

## Liste des genres
- Acropogon
- Aethiocarpa
- Ambroma (Abroma)
- Astiria
- Ayenia
- Brachychiton
- Byttneria
- Cheirolaena
- Chiranthodendron
- Cola
- Commersonia
- Corchoropsis
- Cotylonychia
- Dicarpidium
- Dombeya
- Eriolaena
- Firmiana
- Franciscodendron
- Fremontodendron
- Gilesia
- Glossostemon
- Guazuma
- Guichenotia
- Hannafordia
- Harmsia
- Helicteres
- Helmiopsiella
- Helmiopsis
- Heritiera
- Hermannia
- Herrania
- Hildegardia
- Keraudrenia
- Kleinhovia
- Lasiopetalum
- Leptonychia
- Lysiosepalum
- Mansonia*
- Maxwellia
- Megatritheca
- Melhania
- Melochia
- Neoregniella
- Nesogordonia
- Octolobus
- Paradombeya
- Paramelhania
- Pentapetes
- Pterocymbium
- Pterospermum
- Pterygota
- Rayleya
- Reevesia
- Ruizia
- Rulingia
- Scaphium
- Scaphopetalum
- Seringia
- Sterculia
- Theobroma
- Thomasia
- Trichostephania
- Triplochiton
- Trochetia
- Trochetiopsis
- Uladendron
- Ungeria
- Waltheria